# San Bernardo, Tierra Blanca
San Bernardo är en ort i Mexiko.   Den ligger i kommunen Tierra Blanca och delstaten Veracruz, i den sydöstra delen av landet, 300 km öster om huvudstaden Mexico City. San Bernardo ligger 71 meter över havet och antalet invånare är 117.
Terrängen runt San Bernardo är platt, och sluttar österut. Runt San Bernardo är det ganska tätbefolkat, med 65 invånare per kvadratkilometer. Närmaste större samhälle är Tetela, 8,3 km väster om San Bernardo. Trakten runt San Bernardo består till största delen av jordbruksmark.